# Vinča-Zeichen
Vinča-Zeichen oder Vinča-Symbole sind prähistorische Zeichen der Vinča-Kultur, die in Südosteuropa gefunden wurden. Sie werden auf ca. 5300 bis 3200 v. Chr. datiert.
Die Vermutung, es handle sich um Schriftzeichen, wird aufgrund der Kürze der Zeichenreihen (85 % der Funde bestehen aus nur einem einzelnen Zeichen) und des Mangels an wiederholten Symbolen angezweifelt. Die meisten Experten nehmen an, dass die Vinča-Zeichen eine Art Schrift-Vorläufer darstellen, d. h., dass sie eine Botschaft enthielten, aber noch keine sprachlichen Äußerungen abbildeten. Eine Minderheit, wie etwa Harald Haarmann oder Marija Gimbutas halten sie für eine alteuropäische Schrift und ordnen sie als Variante einer „Donauschrift“ ein.

Nachzeichnungen einiger Vinča-Symbole

## Entdeckung
1875 entdeckten Archäologen bei Ausgrabungen in Turdaș (heute Rumänien) viele Gegenstände mit bisher unbekannten Symbolen. Ein ähnlicher Fund gelang 1908 in Vinča, einem Vorort von Belgrad, etwa 220 km Luftlinie von Turdaș entfernt. Später machte man weitere Funde in Banjica bei Belgrad. Bis heute wurden auf verschiedenen Ausgrabungsstätten in Südosteuropa, besonders in Griechenland, Bulgarien, Rumänien, der Republik Moldau, im Osten Ungarns, im Süden der Ukraine und in Serbien mehr als 1000 Stücke mit derartigen Zeichen gefunden.

## Funde
Die meisten Zeichen fanden sich auf keramischen Gefäßen und kleinen Figuren; wenige auf anderen Trägerobjekten.
Die Zeichen bestehen aus abstrakten Symbolen (Kreuze, Striche usw.), Piktogrammen (z. B. tierähnliche Abbildungen) und Kamm- oder Bürstenmustern. Ein Teil der Objekte enthält mehrere Symbole, die nach keinem erkennbaren Prinzip geordnet sind. Einzelne Symbole befinden sich zumeist auf Töpferware, Symbolgruppen hingegen auf Wirteln.

## Bedeutung der Funde für die Geschichte der Schrift

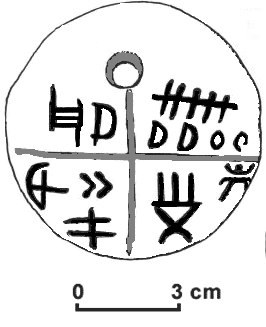
Vinča-Zeichen auf einer der 1961 entdeckten Tontafeln von Tărtăria, um 5500–5300 vor Chr. (Datierung umstritten, auch die Echtheit ist umstritten)

Allgemein wird die Kenntnis bzw. der Gebrauch einer Schrift den Hochkulturen zugeordnet. Dies geschieht in der Annahme, dass nur komplexe Gesellschaften u. a. Verwaltungsakte aufzeichnen mussten und dazu Zeichensysteme erfanden. Auf die Vinča-Kultur trifft dies nach heutigem Erkenntnisstand nicht zu.
Die Bedeutung der Funde besteht darin, dass sie auf etwa 1000 Jahre vor der Entstehung der ältesten bisher als Schriftsysteme identifizierten Zeichensysteme (wie z. B. dem der Sumerer) datiert werden. Eine Gegenüberstellung mit Schriftzeichen des Nahen Ostens ergibt, dass die Zeichen unabhängig von der sumerischen Zivilisation entstanden. Einige Ähnlichkeiten lassen sich zu Symbolen anderer neolithischer Zeichensysteme feststellen, die in Ägypten, Kreta und sogar in China gefunden wurden. Chinesische Wissenschaftler legen jedoch nahe, dass verschiedene Kulturen solche Zeichen unabhängig voneinander hervorbrachten. Demnach stellten sie allenfalls eine hinführende Entwicklung auf das dar, was man einen Vorläufer der Schrift nennen könnte. In Sumer sind Calculi (Zählsteine) mit Symbolen die Vorläufer der Schriftzeichen.
Obwohl insgesamt eine große Anzahl von Symbolen gefunden wurde, bestehen die meisten Funde aus sehr wenigen beieinander stehenden Symbolen, so dass es sehr unwahrscheinlich ist, dass sie komplexen Text repräsentieren. Die einzige Ausnahme ist ein nahe Sitowo (Nordost-Bulgarien) gefundener Stein mit etwa 50 Zeichen. Von der strittigen Datierung abgesehen, ist nicht feststellbar, ob die Zeichen überhaupt schriftliche Informationen darstellen. Laut einer quantitativ-linguistischen Analyse haben 59 % der Zeichen die Eigenschaft von Töpfermarken, gehören 11,5 % zu asymmetrischen Mustern auf Spinnwirteln, und 29,5 % stellen möglicherweise eine nichtsprachabbildende Symbolschrift dar.

## Interpretation der Symbole
Sinn und Zweck der Symbole sind unklar. Ob es sich um ein Schrift-System handelt, ist strittig. Wenn ja, wäre die Frage, ob es Logogramme, Silbenzeichen oder alphabetische Zeichen sind. Versuche, die Symbole zu entschlüsseln, führten nicht zu allgemein akzeptierten Ergebnissen.
Zuerst nahm man an, dass die Zeichen nicht mehr als Eigentümer-Symbole waren (etwa wie Brandzeichen). Ein prominenter Vertreter dieser Meinung ist der Archäologe Peter F. Biehl. Diese Theorie wurde weitestgehend aufgegeben, da gleiche Symbole im ganzen Gebiet der Vinča-Kultur gefunden wurden, teilweise hunderte Kilometer voneinander entfernt und durch Jahrhunderte getrennt. Die vorherrschende Theorie nimmt an, dass die Symbole in einer Landwirtschaft betreibenden Gesellschaft religiösen Zwecken dienten, also Hierogramme waren. Die Symbole wurden über Jahrhunderte mit geringen Änderungen eingesetzt. Kultur und Riten, welche die Symbole repräsentieren, sind demnach ebenfalls für sehr lange Zeit konstant geblieben, anscheinend ohne Anlass zur Entwicklung.
Die Benutzung der Zeichen scheint zu Beginn der Bronzezeit aufgegeben worden zu sein (zusammen mit den Gegenständen, auf denen sie erschienen). Die neue Technik zog vermutlich einschneidende soziale und religiöse Veränderungen nach sich.
Ein Argument gegen eine kultische Bedeutung der Zeichenträger ist, dass die Objekte, auf denen sie sich befinden, gewöhnlich an Abfallorten gefunden werden, so dass sie keine dauerhafte Bedeutung für ihren Eigentümer gehabt haben dürften.
Bestimmte Gegenstände, hauptsächlich kleine Statuen, wurden häufig unter Häusern vergraben gefunden. Das spricht für die Annahme, dass sie für das Haus betreffende religiöse Zeremonien angefertigt wurden. Indem Zeichen eingeschnitten wurden, wurden die Figuren einer bestimmten Gottheit im polytheistischen Pantheon zugeordnet, an die Wünsche und Hoffnungen gerichtet wurden. Bei der Zeremonie wurden die Gegenstände rituell begraben (was einige als Weihopfer interpretieren).
Einige der sogenannten Kamm- und Bürstensymbole, die etwa ein Sechstel aller bisher entdeckten Symbole ausmachen, könnten Zahlen darstellen. Wissenschaftler weisen darauf hin, dass ein Viertel der Zeichen sich am Boden von keramischen Gefäßen befinden, eine nach unserer Denkweise für religiöse Symbole nicht gerade naheliegende Stelle.
Die Vinča-Kultur scheint ihre Keramiken durch Tauschhandel verbreitet zu haben. Die gezeichneten Gefäße wurden in einem ausgedehnten Gebiet gefunden. Frühe Kulturen wie die minoische oder die sumerische benutzten ihre Schriften ursprünglich zu buchhalterischen Zwecken. Die Vinča-Symbole könnten einen ähnlichen Zweck gehabt haben.
Weitere Symbole, hauptsächlich solche, die sich nur auf Gefäßböden befinden, sind einmalig. Solche Symbole kennzeichneten vielleicht den Hersteller der Gefäße.

## Die Kontroverse
Die Vinča-Zeichen haben nicht so viel Aufmerksamkeit bei Linguisten auf sich gezogen wie andere bekannte, nicht entzifferte Schriften, zum Beispiel Linear A oder das Rongorongo der Osterinsel. Trotzdem war das Material geeignet, Kontroversen auszulösen.
Zu den Hauptverfechtern der Meinung, bei den Zeichen handle es sich um eine Schrift, gehörte die Archäologin Marija Gimbutas (1921–1994), die auch den Begriff „alteuropäische Schrift“ prägte. Dies vertritt auch Harald Haarmann in seiner Universalgeschichte der Schrift (1990) und in seinen neueren Arbeiten. Die Gegenthese ist, dass die Interpretation als Schrift auf einer tendenziösen und methodisch fragwürdigen Zusammenstellung der Einzelzeichen – davon 59 % typische Töpfermarken – beruht. Vertreten wird sie unter anderem durch den Linguisten Michael Mäder. Die meisten Archäologen und Linguisten stimmen der Interpretation von Gimbutas und Haarmann nicht zu.
Eine randständige Hypothese stammt von Radivoje Pešić, Belgrad. In seinem Buch The Vinca-Alphabet behauptet er, dass alle Vinča-Symbole im etruskischen Alphabet enthalten seien und umgekehrt alle etruskischen Zeichen unter den Vinča-Symbolen zu finden seien. Diese These wird allerdings kaum diskutiert, da das etruskische Alphabet vom westgriechischen und dieses vom phönizischen Schriftsystem abstammt. Dies wiederum ist mit Pešićs Sicht vereinbar, da ein Teil seiner Kontinuitätstheorie besagt, dass das phönizische System von dem der Vinča-Kultur abstamme. Pešić wird von Kritikern vorgeworfen, dass seine Unterstützung der Kontinuitätstheorie nationalistische Motive habe.